# Dorian Yates
Dorian Yates (n. 19 aprilie 1962, Sutton Coldfield, Anglia), este cel mai renumit culturist britanic, având în palmares șase titluri consecutive Mr. Olympia (1992-1997). Yates a devenit celebru datorită masivității și densității musculare și este considerat a fi cel care a impus un nou standard pentru musculatura spatelui (punctul său forte) în concursurile de culturism profesionist.

## Palmares
- 1990 IFBB Night Of The Champions - loc 2
- 1991 IFBB Night Of The Champions - loc 1
- 1991 IFBB Mr. Olympia - loc 1
- 1991 IFBB English Grand Prix - loc 1
- 1992 IFBB Mr. Olympia - loc 1
- 1992 IFBB English Grand Prix - loc 1
- 1993 IFBB Mr. Olympia - loc 1
- 1994 IFBB Mr. Olympia - loc 1
- 1994 IFBB Spanish Grand Prix - loc 1
- 1994 IFBB German Grand Prix - loc 1
- 1994 IFBB English Grand Prix - loc 1
- 1995 IFBB Mr. Olympia - loc 1
- 1996 IFBB Mr. Olympia - loc 1
- 1996 IFBB Spanish Grand Prix - loc 1
- 1996 IFBB German Grand Prix - loc 1
- 1996 IFBB English Grand Prix - loc 1
- 1997 IFBB Mr. Olympia - loc 1